# Pinhel
Pinhel é uma cidade portuguesa pertencente ao distrito da Guarda, na província da Beira Alta, região do Centro (Região das Beiras) e sub-região das Beiras e Serra da Estrela, com 2 737 habitantes (2021), também conhecida por Cidade Falcão.
É sede do Município de Pinhel com 484,52 km² de área e 8 092 habitantes (2021), subdividido em 18 freguesias. O município é limitado a norte pelo município de Vila Nova de Foz Côa, a nordeste por Figueira de Castelo Rodrigo, a leste por Almeida, a sul pela Guarda e a oeste por Celorico da Beira, Trancoso e Mêda.
O município de Pinhel encontra-se entre os 350 e os 600 metros de altitude e é banhado pelo rio Côa, pelo rio Massueime, para além da ribeira das Cabras e da ribeira da Pêga. Pinhel fica rodeado por paisagens vistosas: colinas, planaltos, montes e a notável Serra da Marofa. Pinhel foi outrora diocese e atualmente permanece o ponto focal de Terras de Riba Côa, dominada por planaltos, fortalezas, pelourinhos e os vastos horizontes, junto ao Vale do Côa. A cidade de Pinhel possui monumentos tipicamente beirões, de beleza estética, de gastronomia e de vinho, para além de salientar os frondosos pinheiros e bosques da Beira Interior.
O nome Pinhel deriva da grande quantidade de pinheiros existentes nessa zona. A proximidade de Pinhel a Espanha fez com que esta fosse um fulcro de um dos mais avançados centros fortificados até à assinatura do Tratado de Alcanizes.
Na parte setentrional (norte), situa-se o Parque Arqueológico do Vale do Côa, compartilhado com algumas municipalidades vizinhas, declarado Património Mundial da Humanidade pela UNESCO em 1998.

## Freguesias

Freguesias do município de Pinhel

O município de Pinhel está dividido em 18 freguesias:
- Alto do Palurdo
- Alverca da Beira/Bouça Cova
- Atalaia e Safurdão
- Ervedosa
- Freixedas
- Lamegal
- Lameiras
- Manigoto
- Pala
- Pinhel
- Pínzio
- Souro Pires
- Sul de Pinhel
- Terras de Massueime
- Valbom/Bogalhal
- Vale do Côa
- Vale do Massueime
- Vascoveiro

## História
A origem da cidade de Pinhel é atribuída, sem grande certeza, aos Túrdulos, por volta do ano 500 a. C.
O concelho de Pinhel recebeu foral de D. Sancho I em 1209, detendo funções de organização militar e jurisdição. Deve-se a D. Dinis a reedificação do Castelo de Pinhel, constituído por duas torres, e a construção da histórica muralha que rodeava a vila da época (atual zona histórica), constituída por seis portas: Vila, Santiago, S. João, Marrocos, Alvacar e Marialva.
Pinhel teve uma comunidade judaica que aí se fixou no século XV.
Tornou-se sede de diocese e cidade em 1770, durante o reinado de D. José I, por desanexação da Diocese de Lamego, mas em 1881 a Diocese de Pinhel foi extinta pela Bula Papal de Leão XIII e incorporada na Diocese da Guarda.
Pinhel tem como símbolo o Falcão, presente também como distintivo no seu brasão. O falcão simboliza o patriotismo dos pinhelenses que lutaram pela defesa da independência nacional, numa altura em que estes aderiram ao movimento patriótico do Mestre de Avis e em que Portugal estava sob ataques de Castela, nomeadamente na Beira Alta. O falcão foi assim um talismã arrebatado ao rei de Castela por parte dos terços pinhelenses.

## Evolução populacional
| Número de habitantes | Número de habitantes | Número de habitantes | Número de habitantes | Número de habitantes | Número de habitantes | Número de habitantes | Número de habitantes | Número de habitantes | Número de habitantes | Número de habitantes | Número de habitantes | Número de habitantes | Número de habitantes | Número de habitantes | Número de habitantes |
| -------------------- | -------------------- | -------------------- | -------------------- | -------------------- | -------------------- | -------------------- | -------------------- | -------------------- | -------------------- | -------------------- | -------------------- | -------------------- | -------------------- | -------------------- | -------------------- |
| 1864                 | 1878                 | 1890                 | 1900                 | 1911                 | 1920                 | 1930                 | 1940                 | 1950                 | 1960                 | 1970                 | 1981                 | 1991                 | 2001                 | 2011                 | 2021                 |
| 16 218               | 17 481               | 18 643               | 18 774               | 19 858               | 18 139               | 18 420               | 20 688               | 22 270               | 20 293               | 14 375               | 14 328               | 12 693               | 10 954               | 9 627                | 8 092                |

(Obs.: Número de habitantes "residentes", ou seja, que tinham a residência oficial neste município à data em que os censos se realizaram.)	
Nos censos de 1864, 1878 e 1890, o concelho de Pinhel integrava as freguesias de Alverca da Beira, Atalaia, Azevo, Bogalhal, Bouça Cova, Cerejo, Cidadelhe, Colmeal, Ervas Tenras, Ervedosa, Freixedas, Gouveia, Lamegal, Lameiras, Manigoto, Pala, Pereiro, Pinhel, Pínzio, Pomares, Póvoa d'El-Rei, Safurdão, Santa Eufêmia, Sorval, Souropires, Valbom, Vale de Madeira, Valverde e Vascoveiro.
Em 1895, as freguesias de Colmeal e Valverde passaram para os concelhos de Figueira de Castelo Rodrigo e Almeida, respetivamente. Nesse mesmo ano, foram anexadas ao concelho de Pinhel as freguesias de Pínzio e Pomares, que pertenciam aos concelhos da Guarda, e Póvoa d’El Rei, que pertencia ao concelho de Trancoso.
| Número de habitantes por Grupo Etário | Número de habitantes por Grupo Etário | Número de habitantes por Grupo Etário | Número de habitantes por Grupo Etário | Número de habitantes por Grupo Etário | Número de habitantes por Grupo Etário | Número de habitantes por Grupo Etário | Número de habitantes por Grupo Etário | Número de habitantes por Grupo Etário | Número de habitantes por Grupo Etário | Número de habitantes por Grupo Etário | Número de habitantes por Grupo Etário | Número de habitantes por Grupo Etário | Número de habitantes por Grupo Etário |
| ------------------------------------- | ------------------------------------- | ------------------------------------- | ------------------------------------- | ------------------------------------- | ------------------------------------- | ------------------------------------- | ------------------------------------- | ------------------------------------- | ------------------------------------- | ------------------------------------- | ------------------------------------- | ------------------------------------- | ------------------------------------- |
|                                       | 1900                                  | 1911                                  | 1920                                  | 1930                                  | 1940                                  | 1950                                  | 1960                                  | 1970                                  | 1981                                  | 1991                                  | 2001                                  | 2011                                  | 2021                                  |
| 0-14 Anos                             | 6 279                                 | 6 696                                 | 5 864                                 | 6 092                                 | 6 967                                 | 7 181                                 | 6 151                                 | 3 905                                 | 3 237                                 | 2 158                                 | 1 323                                 | 1 000                                 | 631                                   |
| 15-24 Anos                            | 3 222                                 | 3 476                                 | 3 293                                 | 3 515                                 | 3 466                                 | 3 889                                 | 3 553                                 | 2 095                                 | 2 382                                 | 1 834                                 | 1 429                                 | 881                                   | 669                                   |
| 25-64 Anos                            | 8 163                                 | 8 329                                 | 7 658                                 | 7 836                                 | 8 791                                 | 9 373                                 | 8 827                                 | 6 690                                 | 6 327                                 | 6 009                                 | 5 336                                 | 4 607                                 | 3 668                                 |
| = ou > 65 Anos                        | 1 023                                 | 1 189                                 | 1 186                                 | 1 361                                 | 1 344                                 | 1 563                                 | 1 762                                 | 1 685                                 | 2 382                                 | 2 692                                 | 2 866                                 | 3 139                                 | 3 124                                 |

(Obs.: De 1900 a 1950 os dados referem-se à população "de facto", ou seja, que estava presente no município à data em que os censos se realizaram. Daí que se registem algumas diferenças relativamente à designada população residente.)
No concelho de Pinhel o decréscimo da população entre 2011 e 2021 foi de 15.9%. A freguesia que registou a maior quebra foi Lameiras (-31%) seguida pelas freguesia de Vale de Massueime (-28.5%) e de Ervedosa (-27.9%). A média dos concelhos do distrito da Guarda situou-se em -11.1%.

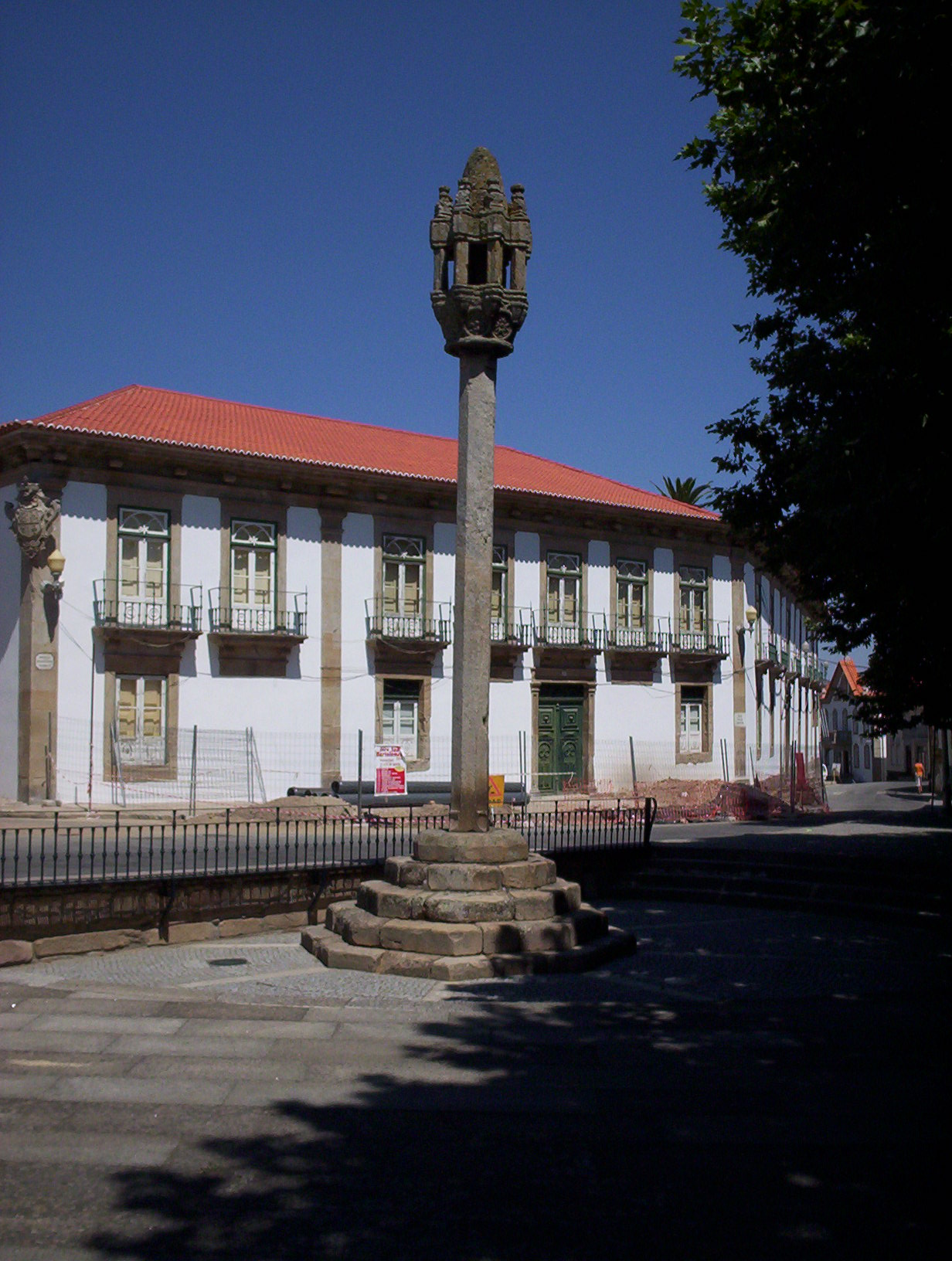
Pelourinho de Pinhel, na Praça Sacadura Cabral

## Acessibilidades e infraestruturas
O município de Pinhel é servido por uma única autoestrada (A25) que permite a deslocação até ao município: 
- de Lisboa: A1 (autoestrada) até o nó de Ançã; IP3 até Viseu; A25 (autoestrada) até nó de Pínzio
- do Porto: A1 (autoestrada) até ligação a A25 (autoestrada); A25 (autoestrada) até ao nó de Pínzio
- de Coimbra: N110 até Penacova; IP3 até Viseu; A25 (autoestrada) até ao nó de Pínzio
- de Aveiro ou Vilar Formoso (Ligação a Espanha), pela mesma autoestrada

No município de Pinhel passa ainda a seguinte linha ferroviária: 
- Linha da Beira Alta - Pampilhosa - Guarda - Vilar Formoso
- As estações de Vila Franca das Naves e da Guarda fornecem boas condições e acessibilidade aos turistas e visitantes, existindo táxis ao dispor, sendo ambas próximas de Pinhel. Até ao final do segundo terço da década de 2000 o município era servido pela Estação de Pinhel, em Bouça Cova, entretanto desativada.

No município existe a Barragem de Vascoveiro, uma grande infraestrutura que serve para o abastecimento de água das populações vizinhas. Nesta barragem pode-se desfrutar de uma bonita paisagem e observar a Natureza. No município também existe a Barragem de Bouça Cova, situada na terra homónima.

## Património arquitetónico e histórico
O município de Pinhel possui vários monumentos arquitetónicos e históricos, para além de outros pontos de interesse, dos quais se podem destacar:
| Designações | Designações                                                    | Categoria             | Tipologia       | Grau                             | Construção   |
| ----------- | -------------------------------------------------------------- | --------------------- | --------------- | -------------------------------- | ------------ |
|             | Castelo de Pinhel                                              | Arquitetura militar   | Castelo         | Monumento Nacional               | 1209-1282    |
|             | Pelourinho de Pinhel                                           | Arquitetura civil     | Pelourinho      | Monumento Nacional               | Século XVI   |
|             | Igreja de Santa Maria do Castelo                               | Arquitetura religiosa | Igreja          | Imóvel de Interesse Público      | Século XIV   |
|             | Convento de Santo António (ou Convento dos Frades)             | Arquitetura religiosa | Convento        | Imóvel de Interesse Público      | –            |
|             | Paço Episcopal de Pinhel                                       | Arquitetura religiosa | Paço Episcopal  | Em estudo                        | 1783-1797    |
|             | Casa Grande (ou Solar dos Antas e Meneses)                     | Arquitetura civil     | Solar           | Imóvel de Interesse Municipal    | Século XVIII |
|             | Bogalhal Velho (antiga aldeia de Santa Maria de Porto de Vide) | Arqueologia           | Aldeia medieval | Não classificado                 | –            |
|             | Pelourinho de Alverca da Beira                                 | Arquitetura civil     | Pelourinho      | Imóvel de Interesse Público      | –            |
|             | Igreja da Misericórdia de Pinhel                               | Arquitetura religiosa | Igreja          | Imóvel de Interesse Público      | 1537         |
|             | Ermida Senhora das Fontes                                      | Arquitetura religiosa | Ermida          | Não classificado                 | –            |
|             | Barragem de Vascoveiro                                         | Arquitetura civil     | Barragem        | Não classificado                 | 2000         |
|             | Arte Rupestre do Vale do Côa (Núcleo de Arte Rupestre da Faia) | Arqueologia           | Arte rupestre   | Património Mundial da Humanidade | Paleolítico  |
|             | Igreja de São Luís                                             | Arquitetura religiosa | Igreja          | Em Estudo                        | 1596         |
|             | Solar dos Mena Falcão (ou Casa Seixas)                         | Arquitetura civil     | Solar           | Imóvel de Interesse Municipal    | Século XVII  |
|             | Solar dos Corte-Real                                           | Arquitetura civil     | Solar           | Imóvel de Interesse Público      | –            |
|             | Solar dos Mendes Pereira                                       | Arquitetura civil     | Solar           | Não classificado                 | Século XVIII |
|             | Canhão Histórico (parque da Trincheira)                        | Arma bélica           | Canhão          | Não classificado                 | –            |
|             | Solar dos Távoras                                              | Arquitetura civil     | Solar           | Imóvel de Interesse Público      | Século XV    |

## Personalidades ilustres
- Visconde de Pinhel e Conde de Pinhel
- Barão de Alverca e Visconde de Alverca

## Ambiente

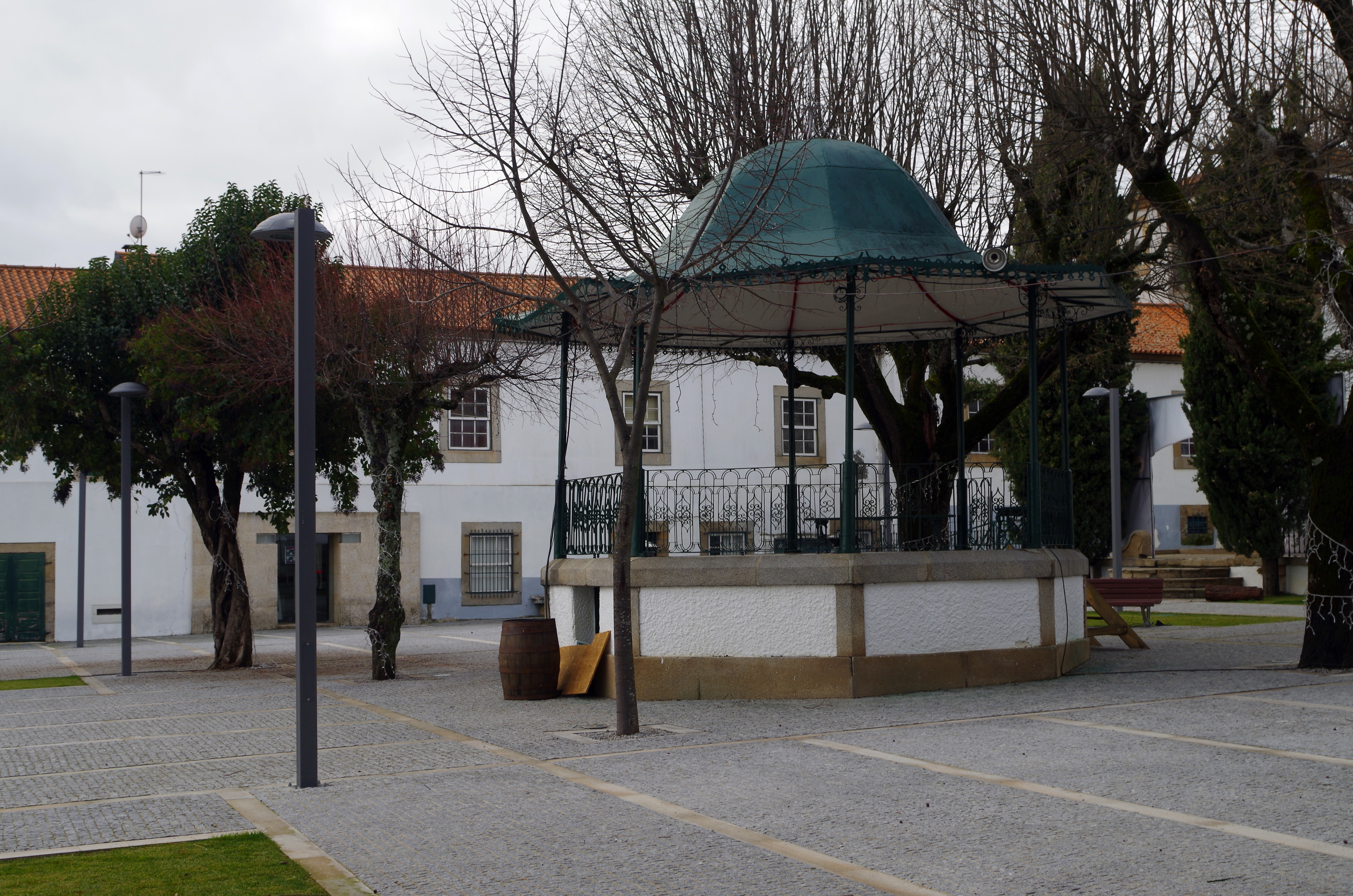
Jardim 5 de Outubro

O município de Pinhel situa-se numa zona de extrema beleza, a região do Côa. Pode-se apreciar o rio Côa e outros afluentes, para além das extraordinárias paisagens e o contacto com a Natureza e as várias maravilhas da Serra da Marofa.
Em termos de fauna pode-se destacar mamíferos como a lebre e a raposa e aves como o açor, a águia real, a cegonha ou o chasco.
No caso da flora destaca-se principalmente a amendoeira, para além da oliveira e da videira. Em certas épocas do ano é extraordinário observar campos e montes floridos ou os mantos de neve no Inverno.
Em termos geológicos, a região caracteriza-se por ser granítica, ter xisto, podendo também ser encontrada ocasionalmente bicos de quartzo ou turmalina.
A freguesia de Cidadelhe está incluída no Património Mundial da Humanidade da UNESCO devido à verificação arqueológica de figuras gravadas em granito, colocando-se a hipótese de que estas pertençam a um época pré-histórica, de que alguns destes elementos pictóricos sejam paleolíticos.
Pinhel tem vários espaços verdes, dos quais se podem destacar o Parque Municipal da Trincheira, o Parque Urbano de Pinhel, a Praça Sacadura Cabral, o Largo D. Cristóvão de Almeida Soares (junto à Igreja de S. Luís) e o Jardim 5 de Outubro (junto ao cineteatro S. Luís).

## Economia

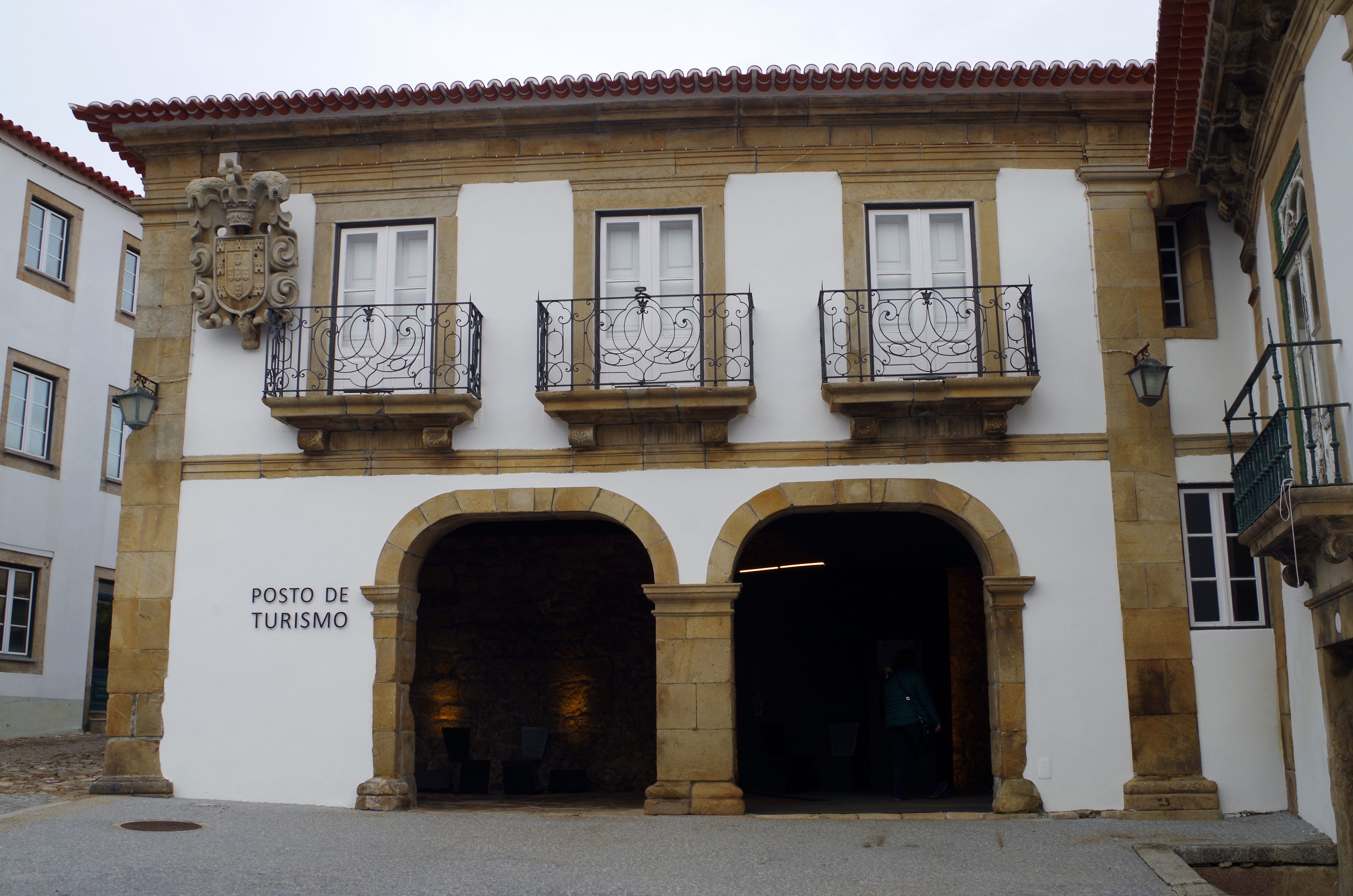
Posto de Turismo de Pinhel

A principal atividade económica que encontramos no município pinhelense é a agricultura. Nos últimos anos verifica-se um decréscimo deste tipo de atividade em termos de sustento individual. Em termos mais específicos, a cultura do olival e a da vinha vêm crescendo nos últimos anos. Apesar do declínio, é a região com maior volume de vinhas de toda a Beira Interior.
Outro tipo de atividade económica praticada no município é a extração de pedra, devido fundamentalmente às características geológicas da região.
A pequena indústria, como artesanato, transformação de carnes e da amêndoa, são de se relevar. Ao nível da indústria da amêndoa, destaca-se a empresa PABI S.A. - Produtos Alimentares da Beira Interior, que se dedica à transformação e comercialização de frutos secos, tendo como especialização as amêndoas e os seus derivados. Tem ganho vários prémios em feiras internacionais e no setor dos frutos secos, aumentando o seu prestígio e reconhecimento nesta área. É responsável pela expansão de grande parte da produção nacional de amêndoas para o país e para mercados estrangeiros.
O maior impacto a nível industrial e a nível de emprego no município foi a multinacional alemã de calçado Rohde, já desaparecida.
Um símbolo importante de Pinhel é o vinho produzido pela Adega Cooperativa de Pinhel, que já conquistou variados elogios internacionais. A propósito deste símbolo e cientes de que a Beira Interior é uma região de excelência e qualidade no que toca aos vinhos com cada vez maior notoriedade, o Município de Pinhel, em parceria com a Comissão Vitivinícola Regional da Beira Interior, unem-se anualmente para concretizar o evento Beira Interior - Vinhos & Sabores, um certame que pretende dar a conhecer o que de melhor se faz nesta região, sendo também um espaço de debate e de reflexão, um lugar de experiências e de descobertas e uma possível oportunidade de negócio para os comerciantes locais, nacionais e internacionais.
Anualmente, no mês de Fevereiro, é realizada a Feira das Tradições e Atividades Económicas do concelho de Pinhel (FTAE), um dos maiores certames da região. Ao visitar a Feira das Tradições, cada ano dedicada a um tema diferente, somos convidados a reviver tradições antigas, reveladas pelos artesãos do município. A par disso, podemos apreciar um vasto leque de produtos e serviços apresentados pelos agentes económicos da região e de outros pontos do país.
Este evento assume-se, também, como um espaço de conhecimento, lazer e diversão, traduzido na realização de colóquios, desfiles alegóricos, atividades radicais e, ainda, variadas propostas culturais que vão da música tradicional aos concertos com nomes sonantes da música nacional e estrangeira.
O turismo é uma aposta de Pinhel: todos os pontos importantes do município podem ser visitados e há um Posto de Turismo ativo situado no antigo Solar dos Antas e Meneses, na zona central da cidade e à entrada da zona histórica, onde se pode obter todo o tipo de informações e visitar a Loja dos Produtos Endógenos, onde se pode adquirir uma lembrança de Pinhel e produtos típicos da região.

## Gastronomia

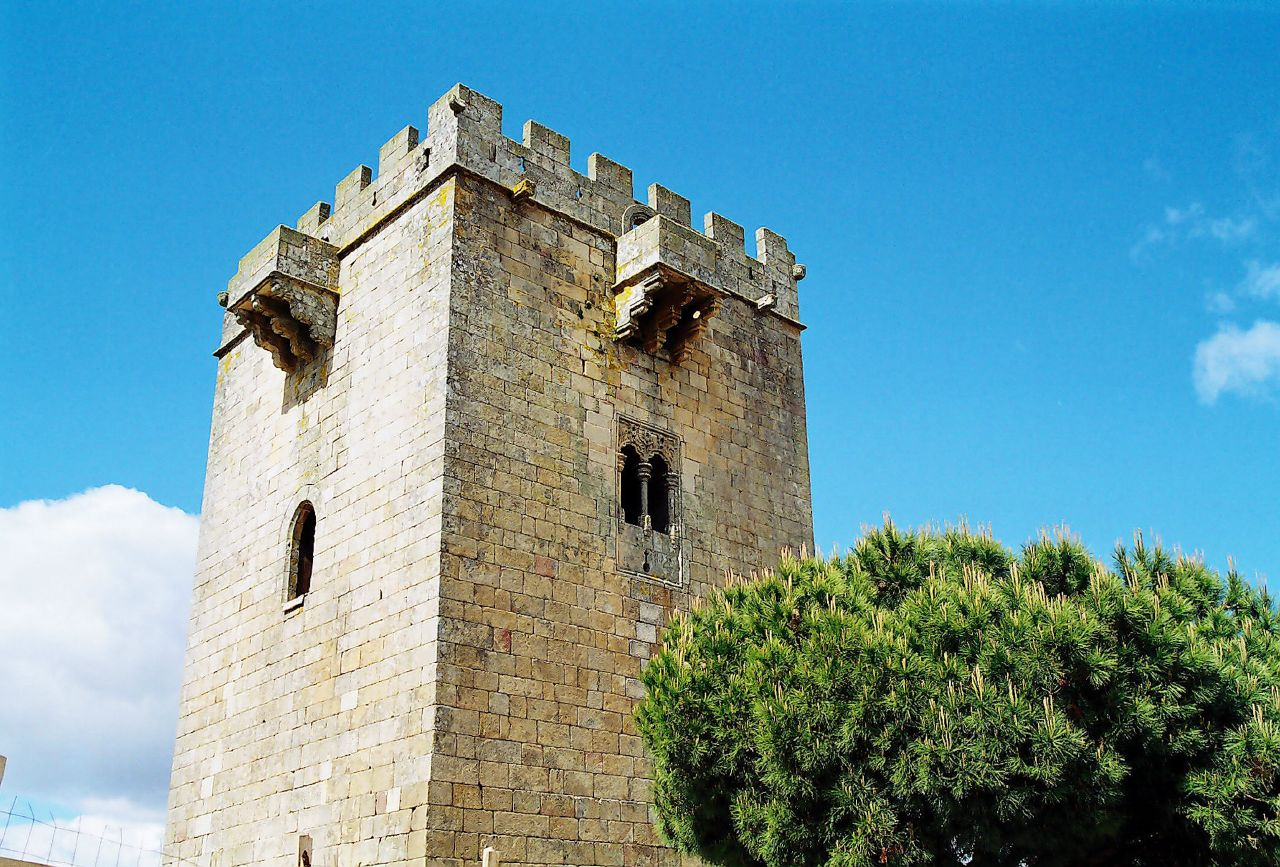
Castelo de Pinhel

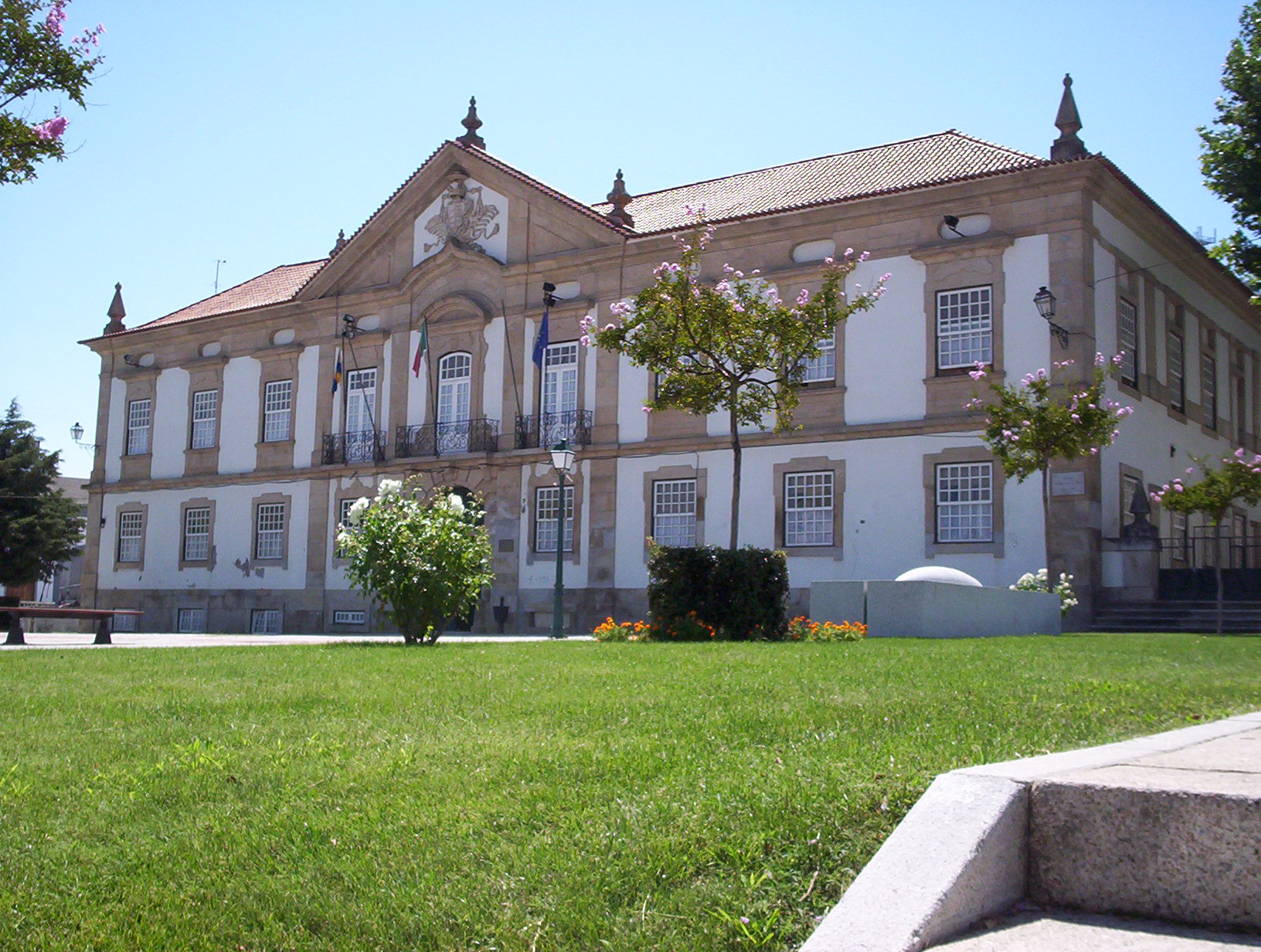
Paço Episcopal de Pinhel

Na gastronomia pinhelense podem-se destacar os característicos enchidos de Pala, outros enchidos (morcela, bucho, chouriço assado), o cabrito assado, o cozido à portuguesa, bacalhau cozido e coelho à caçador.
Um dos elementos mais atrativos a nível gastronómico em Pinhel é o seu vinho, proveniente de vinhas situadas na região, e o azeite, produzido em olivais do município.
Na doçaria podem-se destacar as cavacas doces, o arroz doce, as filhós e o pão-de-ló.

## Cultura
Pinhel tem uma atividade cultural constante e regular, com uma agenda cultural muito variada. A cidade possui o Cineteatro São Luís, local onde se pode assistir a cinema, teatro e a outros tipos de manifestações culturais, o Centro de Congressos Desportivos e Exposições de Pinhel, inaugurado no 237.º aniversário de Pinhel como cidade, servindo como centro de exposições e palco de eventos desportivos, e a Casa da Cultura (no antigo Paço Episcopal), que permite cativar os turistas a visitar a cidade. Atualmente, este espaço acolhe o Museu Municipal (no rés-do-chão) e o Museu José Manuel Soares (no 1º piso), onde se encontram expostas as obras deste autor, alusivas à sua vida e à história de Portugal.
A cidade de Pinhel tem a Biblioteca Municipal, que dispõe de diversos espaços funcionais capazes de servir os diferentes públicos e acesso gratuito à Internet. A cidade possui também a Banda Filarmónica de Pinhel, o Grupo Coral, o Rancho Folclórico do Clube Desportivo Estrelas de Pinhel, que atuam em festas na sede de município e suas freguesias e a Academia de Música.
No verão, ocorrem vários espetáculos ao ar livre nos largos da cidade, verificando-se o seu auge nas festas relativas à comemoração do aniversário de Pinhel como cidade (25 de Agosto).

## Desporto
A cidade tem como principal clube a União Desportiva "Os Pinhelenses" (UDP), que tem como principais modalidades o futebol e o futsal, jogando no Estádio Municipal (inaugurado a 25 de agosto de 2016) e no Centro de Congressos Desportivos e Exposições de Pinhel, respetivamente.
Em Pinhel, especialmente no Parque Municipal da Trincheira, tal como nas freguesias de Alverca da Beira, das Freixedas e do Pereiro, existem zonas desportivas com piscinas que possibilitam a prática da natação. Também no Parque Urbano de Pinhel é possível realizar atividades desportivas e de lazer. No município podem-se observar várias zonas para a prática de outros desportos, tais como parques infantis e espaços de lazer.
A cidade possui o Clube Desportivo "Estrelas de Pinhel", um grupo desportivo e cultural que se dedica, desde a sua existência, às camadas mais jovens.
Existe também o Pinhel Fora de Estrada - Clube TT, que se dedica a realizar eventos relacionados com o todo-terreno.
A nível desportivo, Pinhel tem recebido, nos últimos anos, eventos de nível nacional, tais como:
- Volta a Portugal em Bicicleta
- Taça de Portugal de Drift
- Campeonato Nacional de Downhill Urbano
- Open de ténis
- Prestige Futsal Cup
- Campeonato Nacional de Navegação 4X4
- Torneios de Andebol entre várias nações
- Outros eventos regionais (Campeonato regional Gira-Vólei, Municípios sem fronteiras etc.)

## Educação
No município de Pinhel existem:
- 11 jardins de infância (10 freguesias)
- 14 escolas do 1º Ciclo (12 freguesias)
- 1 escola básica do 2º Ciclo (Pinhel)
- 1 escola secundária com 3º Ciclo (Pinhel)

## Comunicação social
A cidade de Pinhel é sede das seguintes instituições de comunicação social:
- Rádio MaltaOnline
- Canal MaltaTV
- Jornal Pinhel Falcão
- Rádio Elmo

## Política

### Eleições autárquicas[13]
| Data | %      | V      | %       | V       | %     | V     | %            | V            | %              | V   | %              | V   | %              | V   | %  | V  | Participação |                |
| Data | CDS-PP | CDS-PP | PPD/PSD | PPD/PSD | PS    | PS    | FEPU/APU/CDU | FEPU/APU/CDU | AD             | AD  | PPM            | PPM | PRD            | PRD | NC | NC | Participação |                |
| ---- | ------ | ------ | ------- | ------- | ----- | ----- | ------------ | ------------ | -------------- | --- | -------------- | --- | -------------- | --- | -- | -- | ------------ | -------------- |
| Data | 1976   | 32,27  | 3       | 31,61   | 3     | 17,63 | 1            | 6,82         | -              |     |                |     |                |     |    |    |              | 56,89 / 100,00 |
| 1979 | AD     | AD     | AD      | AD      | 10,57 | -     | 14,34        | 1            | 70,97          | 6   | AD             | AD  | 71,28 / 100,00 |     |    |    |              |                |
| 1982 | 39,59  | 3      | 28,54   | 2       | 14,99 | 1     | 11,53        | 1            |                |     |                |     | 66,31 / 100,00 |     |    |    |              |                |
| 1985 | 28,19  | 3      | 36,24   | 3       | 14,27 | 1     | 8,97         | -            | 8,61           | -   | 58,21 / 100,00 |     |                |     |    |    |              |                |
| 1989 | 16,41  | 1      | 38,12   | 3       | 34,36 | 3     | 1,92         | -            | 5,04           | -   | 67,37 / 100,00 |     |                |     |    |    |              |                |
| 1993 | 26,00  | 2      | 30,30   | 2       | 38,11 | 3     | 1,54         | -            |                |     | 68,78 / 100,00 |     |                |     |    |    |              |                |
| 1997 | 2,88   | -      | 38,56   | 3       | 52,76 | 4     | 1,46         | -            | 63,38 / 100,00 |     |                |     |                |     |    |    |              |                |
| 2001 | 3,88   | -      | 45,94   | 4       | 43,96 | 3     | 1,18         | -            | 60,83 / 100,00 |     |                |     |                |     |    |    |              |                |
| 2005 | 4,78   | -      | 67,15   | 6       | 19,25 | 1     | 2,82         | -            | 63,46 / 100,00 |     |                |     |                |     |    |    |              |                |
| 2009 | 3,42   | -      | 59,98   | 5       | 30,78 | 2     | 2,27         | -            | 64,26 / 100,00 |     |                |     |                |     |    |    |              |                |
| 2013 | 8,19   | -      | 54,63   | 5       | 29,40 | 2     | 1,96         | -            | 63,35 / 100,00 |     |                |     |                |     |    |    |              |                |
| 2017 | 1,25   | -      | 64,24   | 4       | 27,12 | 1     | 1,39         | -            | CDS            | CDS | CDS            | CDS | 60,36 / 100,00 |     |    |    |              |                |
| 2021 |        |        | 66,64   | 4       | 25,08 | 1     | 2,64         | -            |                |     |                |     | 60,73 / 100,00 |     |    |    |              |                |

### Eleições legislativas
| Data | %     | %     | %     | %    | %     | %     | %        | %     | %    | %     | %    | %   | %       | % | %  | %  |
| Data | CDS   | PSD   | PS    | PCP  | UDP   | AD    | APU/ CDU | FRS   | PRD  | PSN   | BE   | PAN | PSD CDS | L | CH | IL |
| ---- | ----- | ----- | ----- | ---- | ----- | ----- | -------- | ----- | ---- | ----- | ---- | --- | ------- | - | -- | -- |
| 1976 | 33,40 | 31,38 | 18,88 | 2,66 | 0,99  |       |          |       |      |       |      |     |         |   |    |    |
| 1979 | AD    | AD    | 17,70 | APU  | 0,71  | 69,26 | 5,28     |       |      |       |      |     |         |   |    |    |
| 1980 | AD    | AD    | FRS   | APU  | 0,69  | 67,35 | 4,89     | 18,34 |      |       |      |     |         |   |    |    |
| 1983 | 27,70 | 35,48 | 24,46 | APU  | 0,29  |       | 4,92     |       |      |       |      |     |         |   |    |    |
| 1985 | 19,76 | 41,03 | 17,82 | APU  | 0,77  | 4,66  | 8,76     |       |      |       |      |     |         |   |    |    |
| 1987 | 5,76  | 69,32 | 15,75 | CDU  | 0,25  | 2,52  | 0,88     |       |      |       |      |     |         |   |    |    |
| 1991 | 5,37  | 65,58 | 20,25 | CDU  |       | 1,77  | 0,94     | 1,19  |      |       |      |     |         |   |    |    |
| 1995 | 10,98 | 45,30 | 37,54 | CDU  | 0,63  | 1,87  |          | 0,49  |      |       |      |     |         |   |    |    |
| 1999 | 11,08 | 42,42 | 38,66 | CDU  |       | 3,36  |          | 1,00  |      |       |      |     |         |   |    |    |
| 2002 | 10,86 | 55,94 | 26,50 | CDU  | 1,60  | 1,33  |          |       |      |       |      |     |         |   |    |    |
| 2005 | 8,16  | 41,06 | 39,71 | CDU  | 2,94  | 2,65  |          |       |      |       |      |     |         |   |    |    |
| 2009 | 13,96 | 40,86 | 28,52 | CDU  | 3,70  | 6,14  |          |       |      |       |      |     |         |   |    |    |
| 2011 | 12,46 | 52,73 | 21,88 | CDU  | 3,39  | 2,39  | 0,25     |       |      |       |      |     |         |   |    |    |
| 2015 | PSD   | CDS   | 26,29 | CDU  | 3,80  | 5,91  | 0,56     | 55,00 | 0,24 |       |      |     |         |   |    |    |
| 2019 | 4,88  | 41,61 | 32,00 | CDU  | 2,69  | 6,27  | 1,32     |       | 0,67 | 1,13  | 0,53 |     |         |   |    |    |
| 2022 | 2,62  | 40,36 | 37,87 | CDU  | 1,87  | 2,89  | 0,55     | 0,46  | 7,08 | 2,32  |      |     |         |   |    |    |
| 2024 | AD    | AD    | 25,98 | CDU  | 41,11 | 1,42  | 2,59     | 0,82  | 1,01 | 17,81 | 2,12 |     |         |   |    |    |

## Símbolos
|  | A bandeira de Pinhel é constituída por 8 triângulos que alternam em azul e amarelo com o brasão da cidade no centro. Cordões e borlas de ouro e azul. Haste e lança de ouro. |
|  | O brasão de Pinhel é constituído por um escudo negro com um castelo de ouro, aberto e iluminado de azul. Torre central carregada por uma quina de Portugal e acompanhada por dois ramos de três pinhas de ouro sustido e com rama do mesmo metal. Sobre esta há um falcão castanho, voando. Coroa mural de prata de cinco torres. Listel branco com a legenda a negro: "CIDADE DE PINHEL". |

## Geminações
O município de Pinhel é geminado com os seguintes municípios:
- Guijuelo, Salamanca, Espanha
- Moita, Setúbal, Portugal

## Galeria de imagens

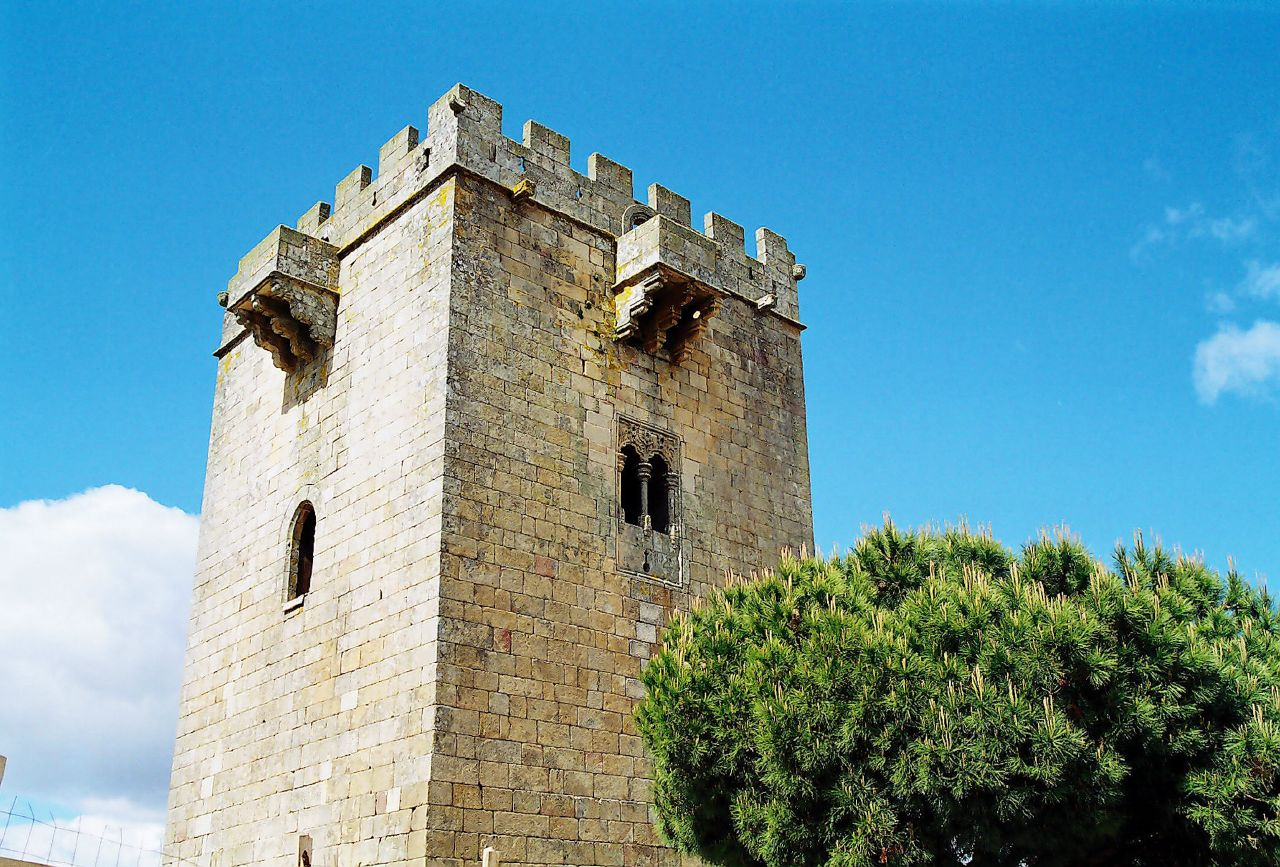
Castelo de Pinhel
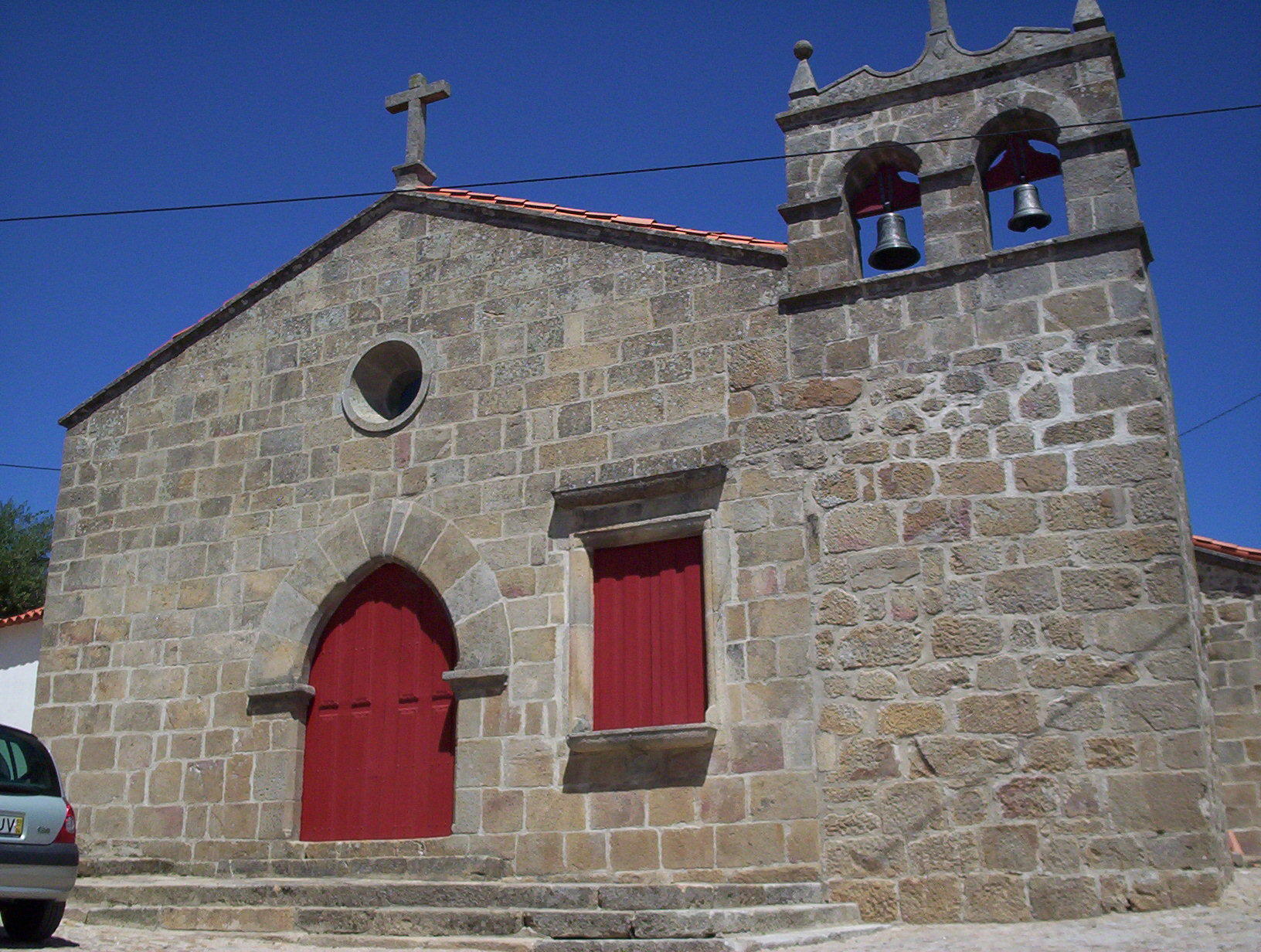
Igreja de Santa Maria do Castelo
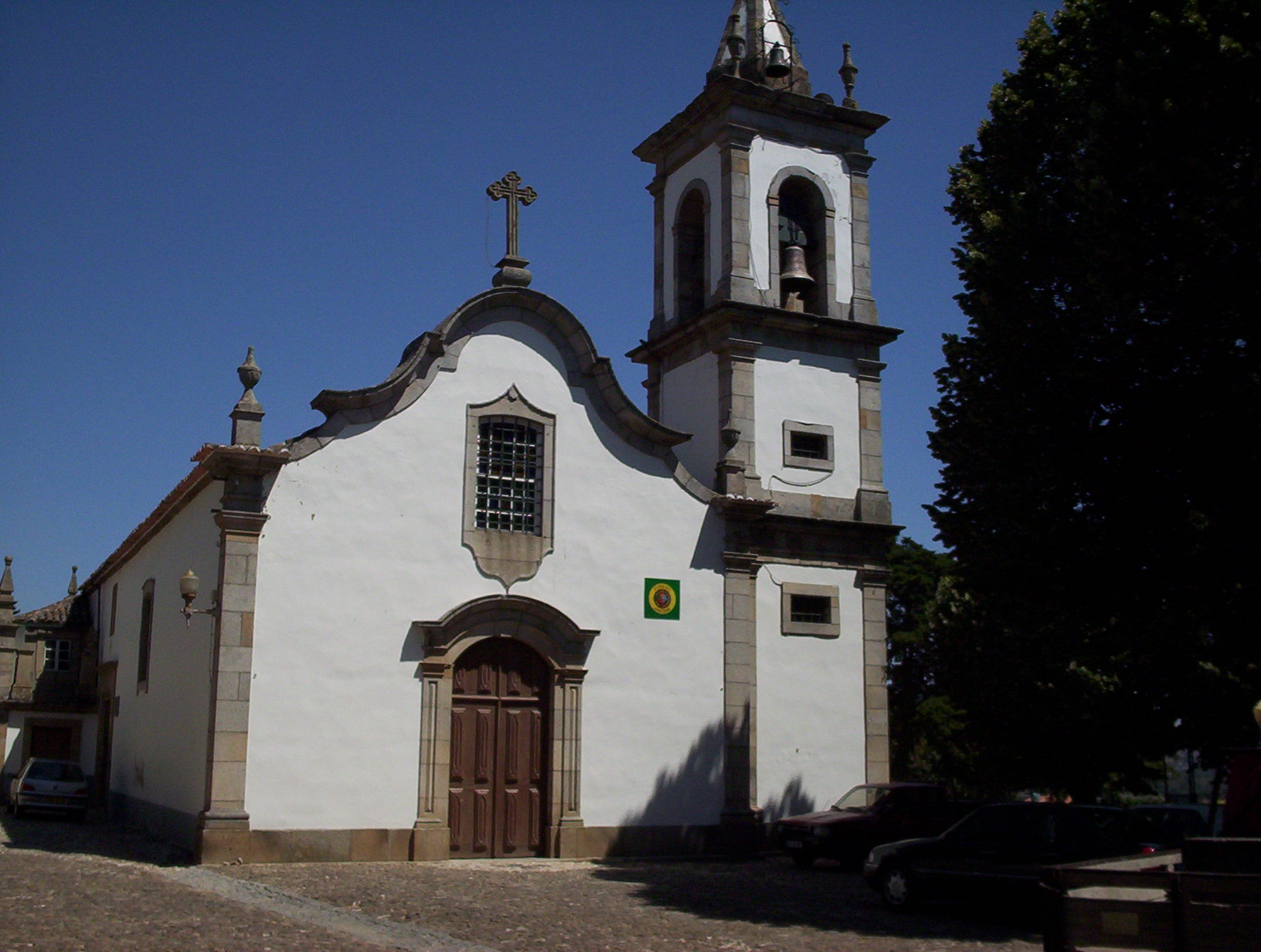
Igreja de São Luís
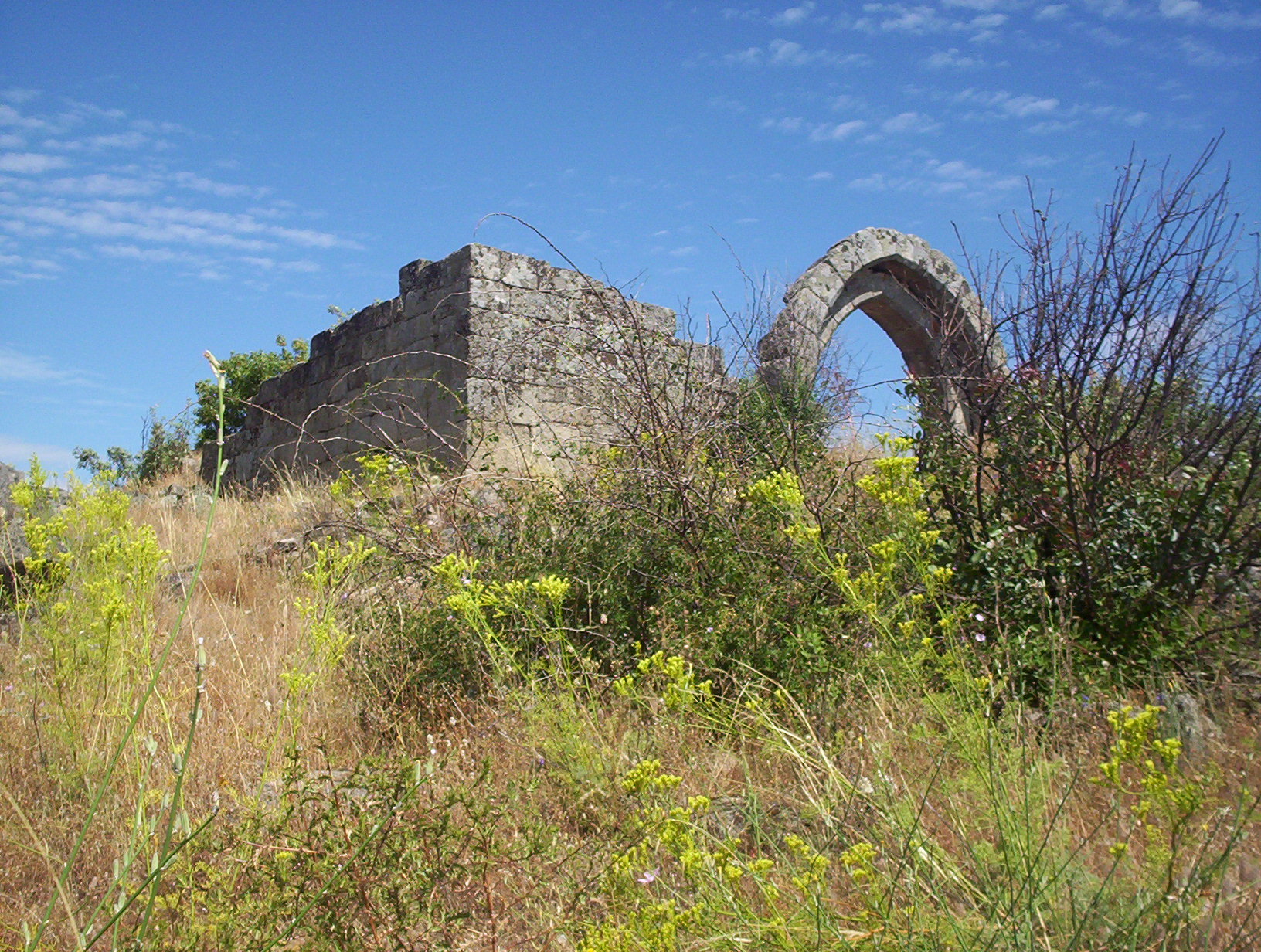
Bogalhal Velho
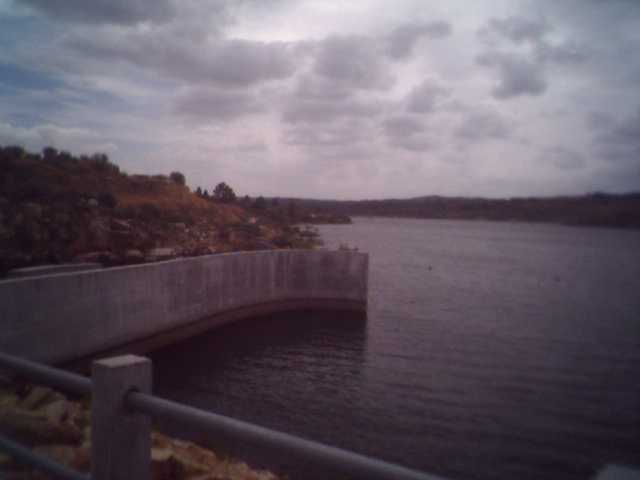
Barragem de Vascoveiro
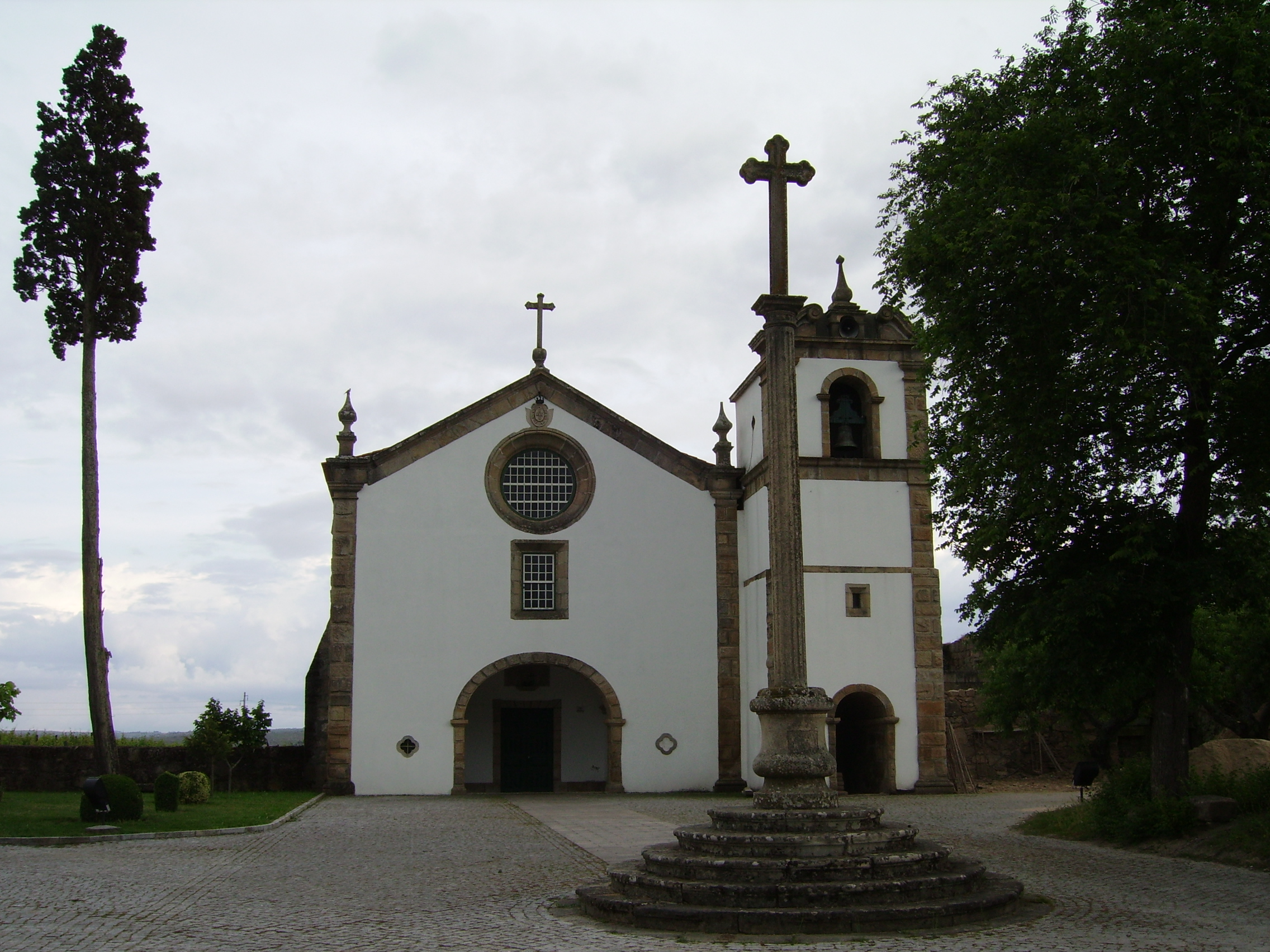
Convento de Santo António
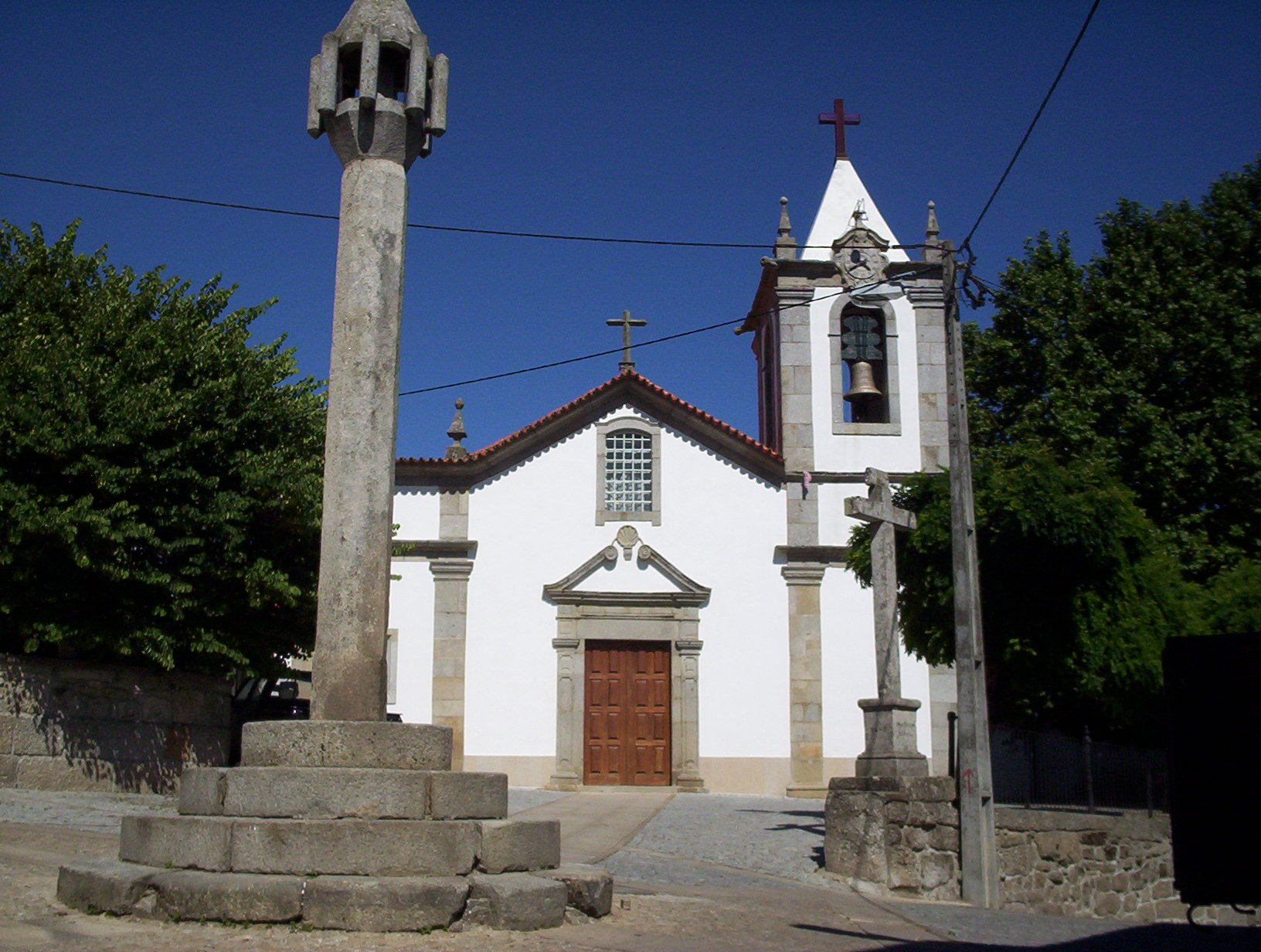
Alverca da Beira
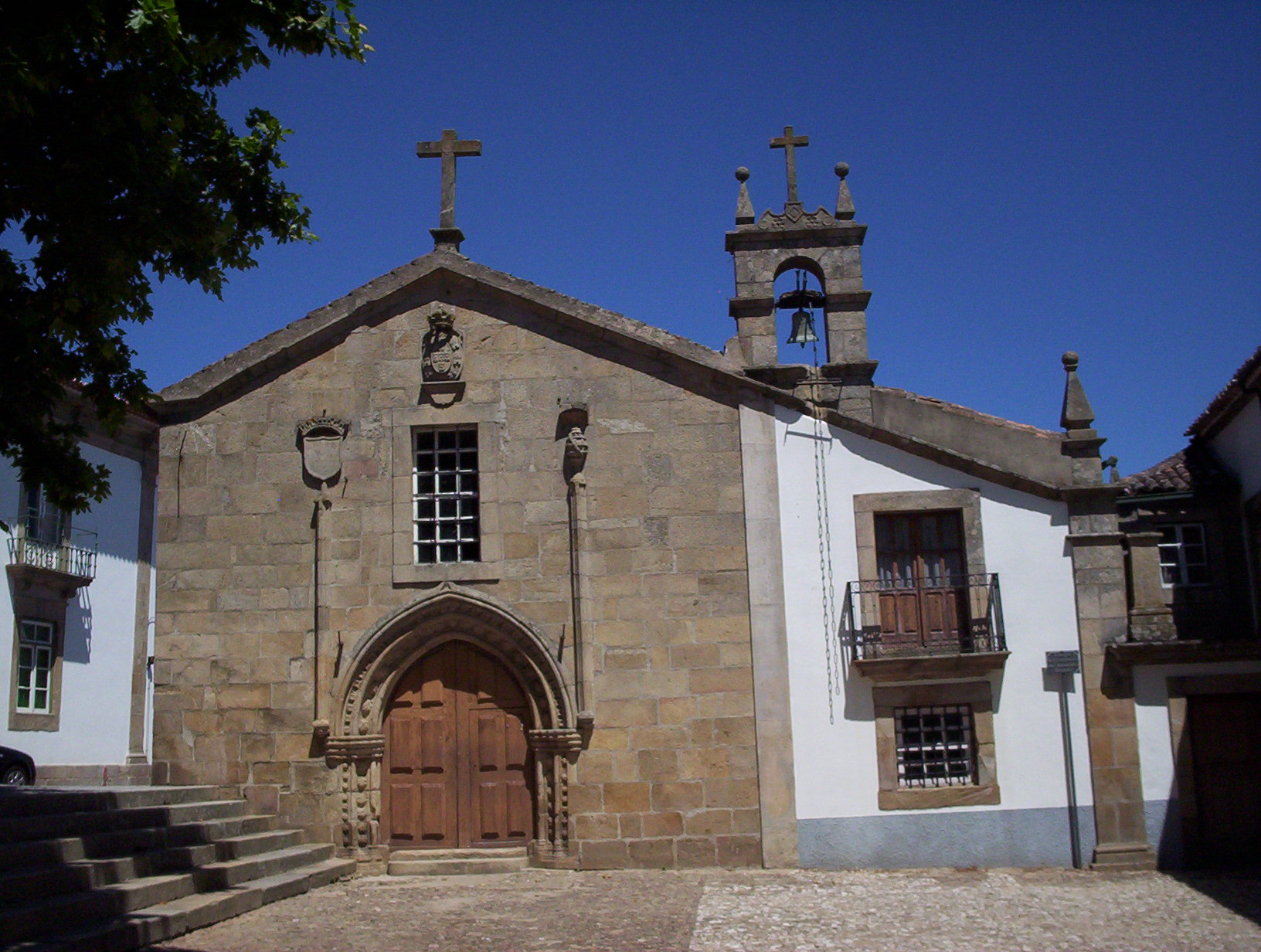
Igreja da Misericórdia
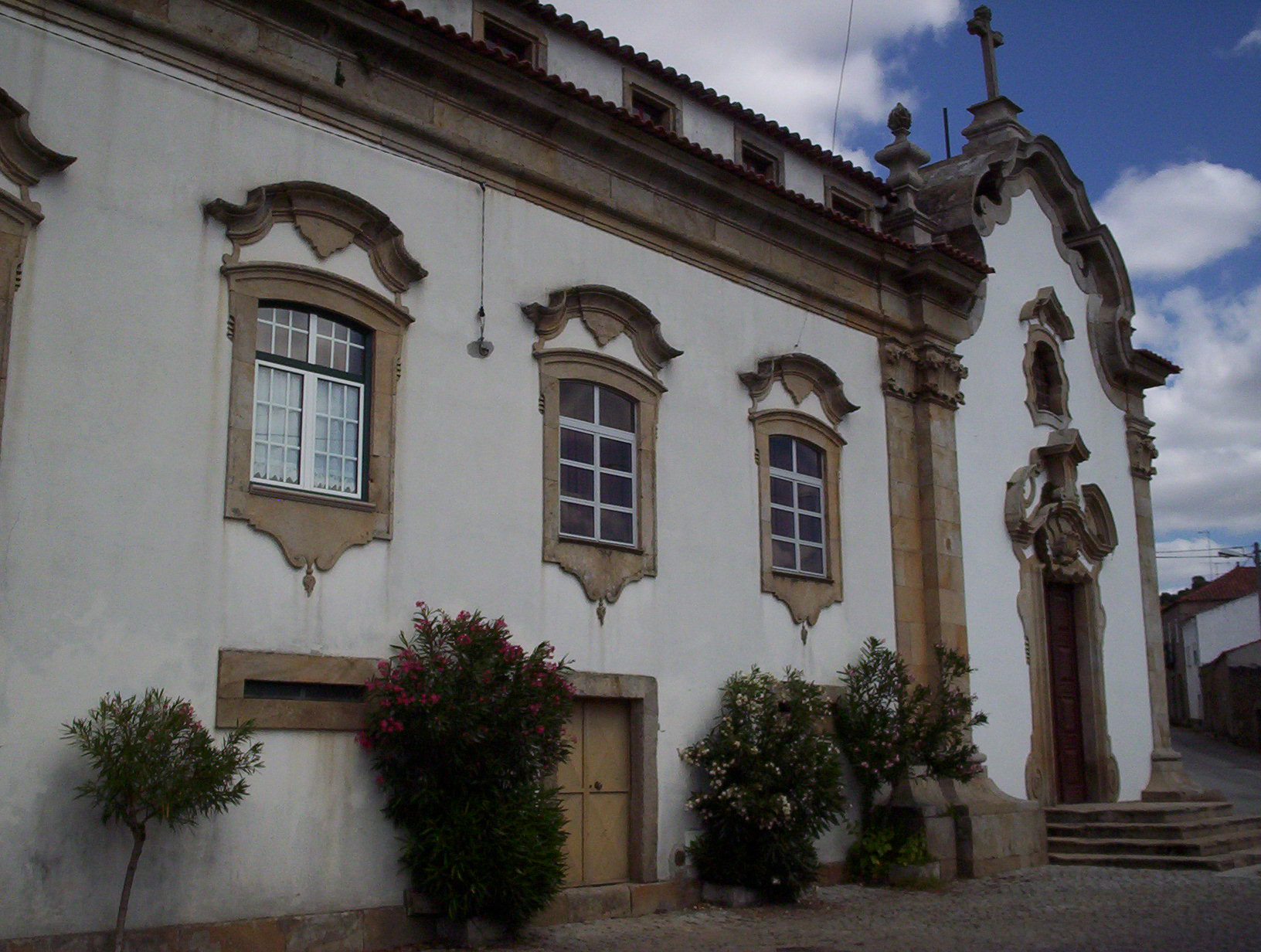
Santa Eufêmia
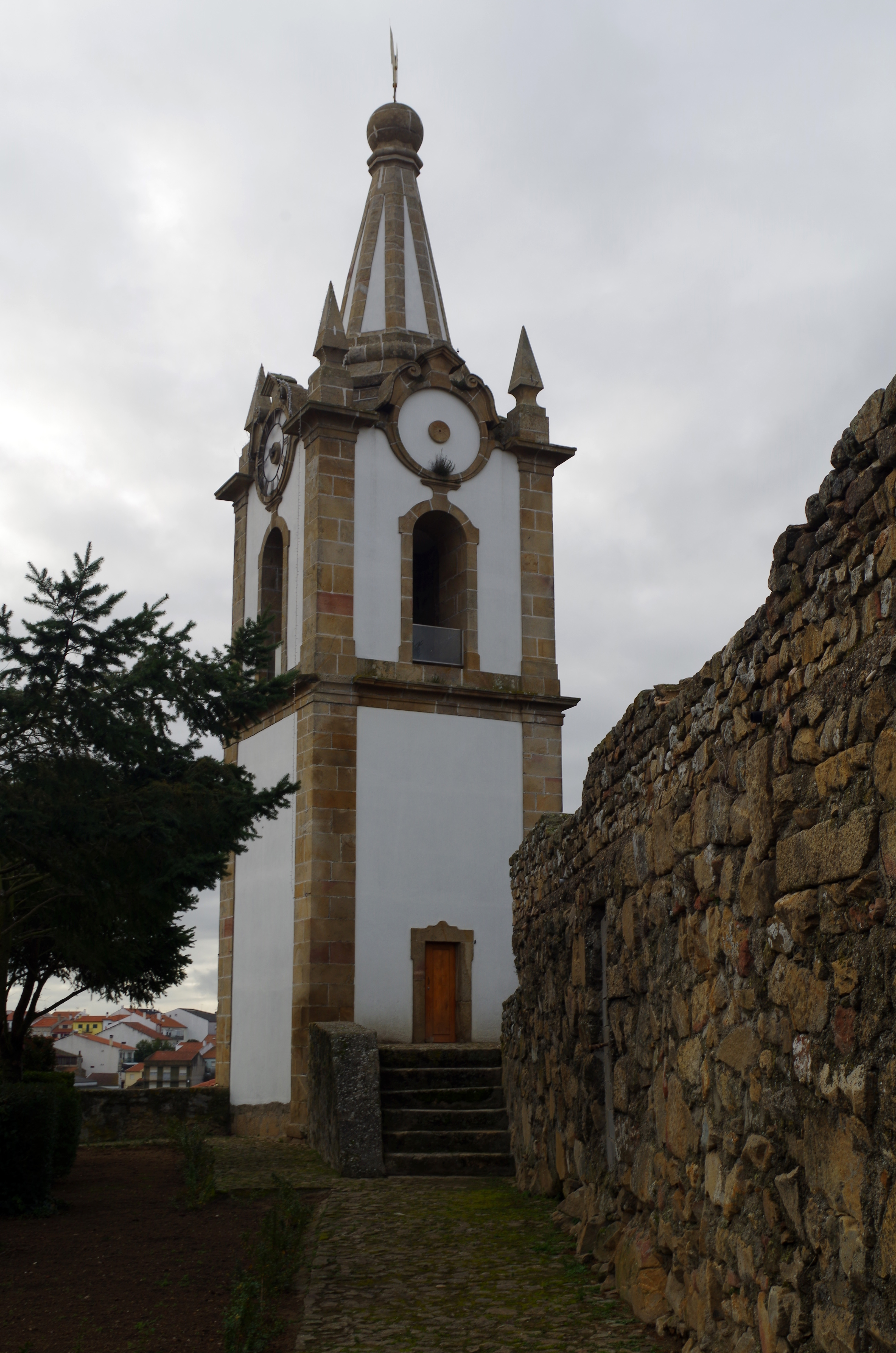
Torre do Relógio
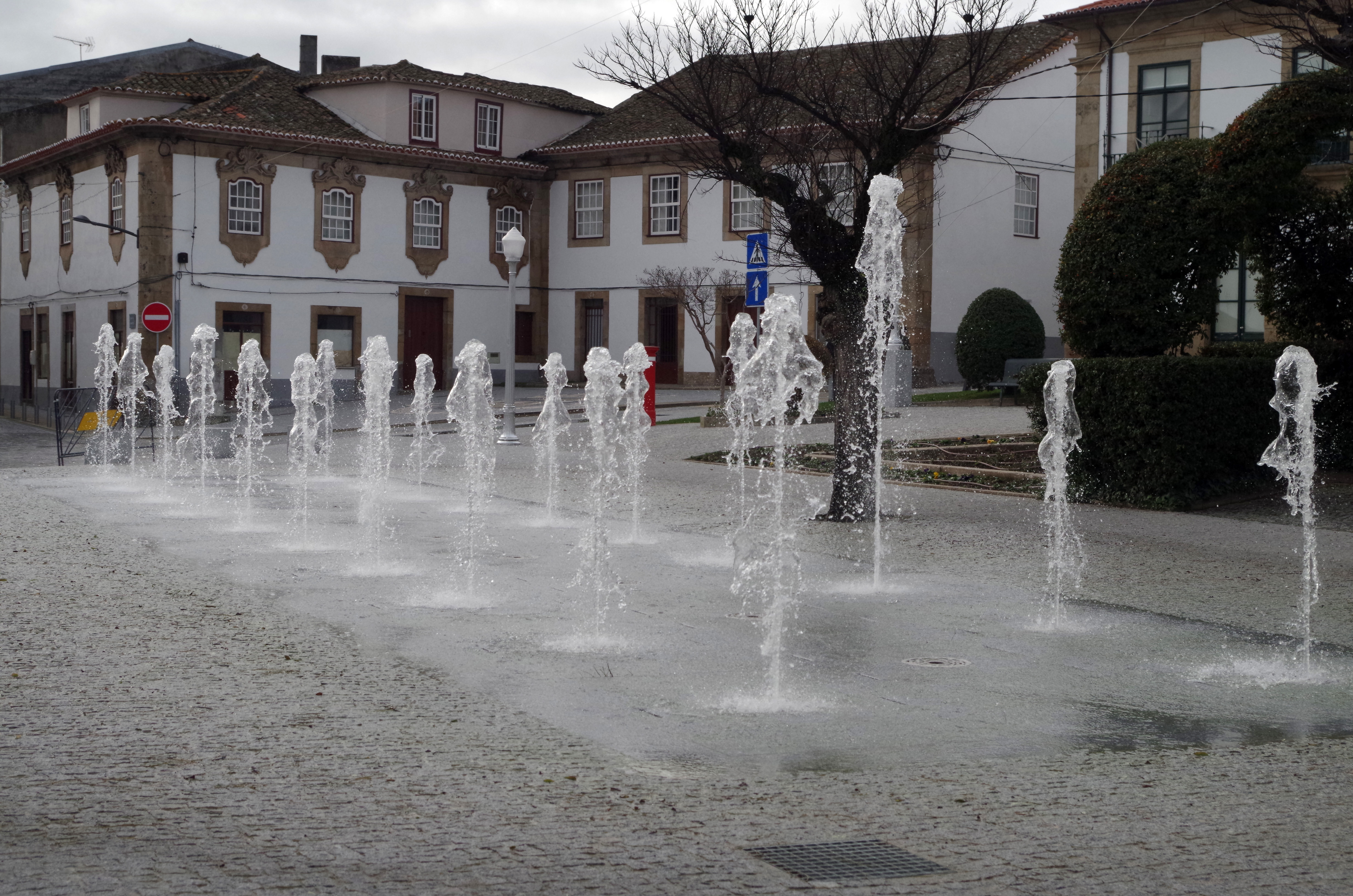
Fonte Cibernética
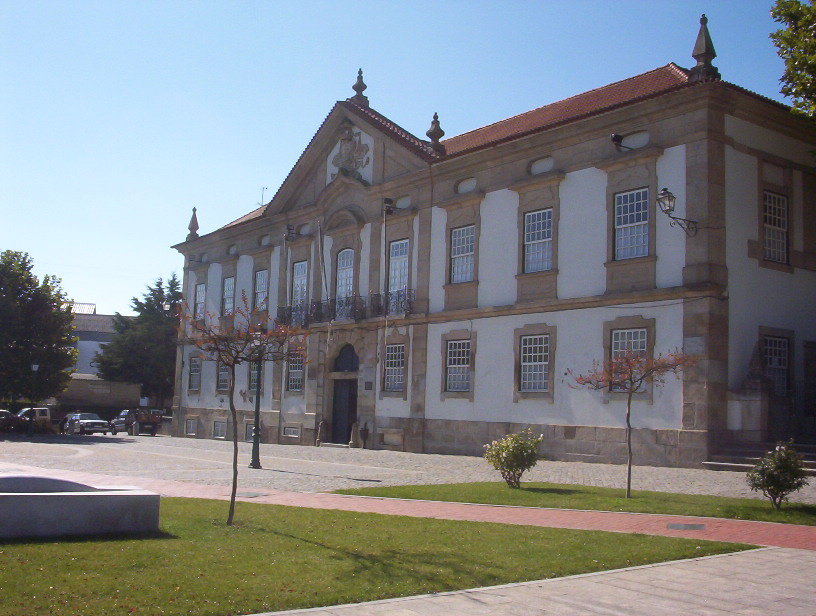
Paço Episcopal
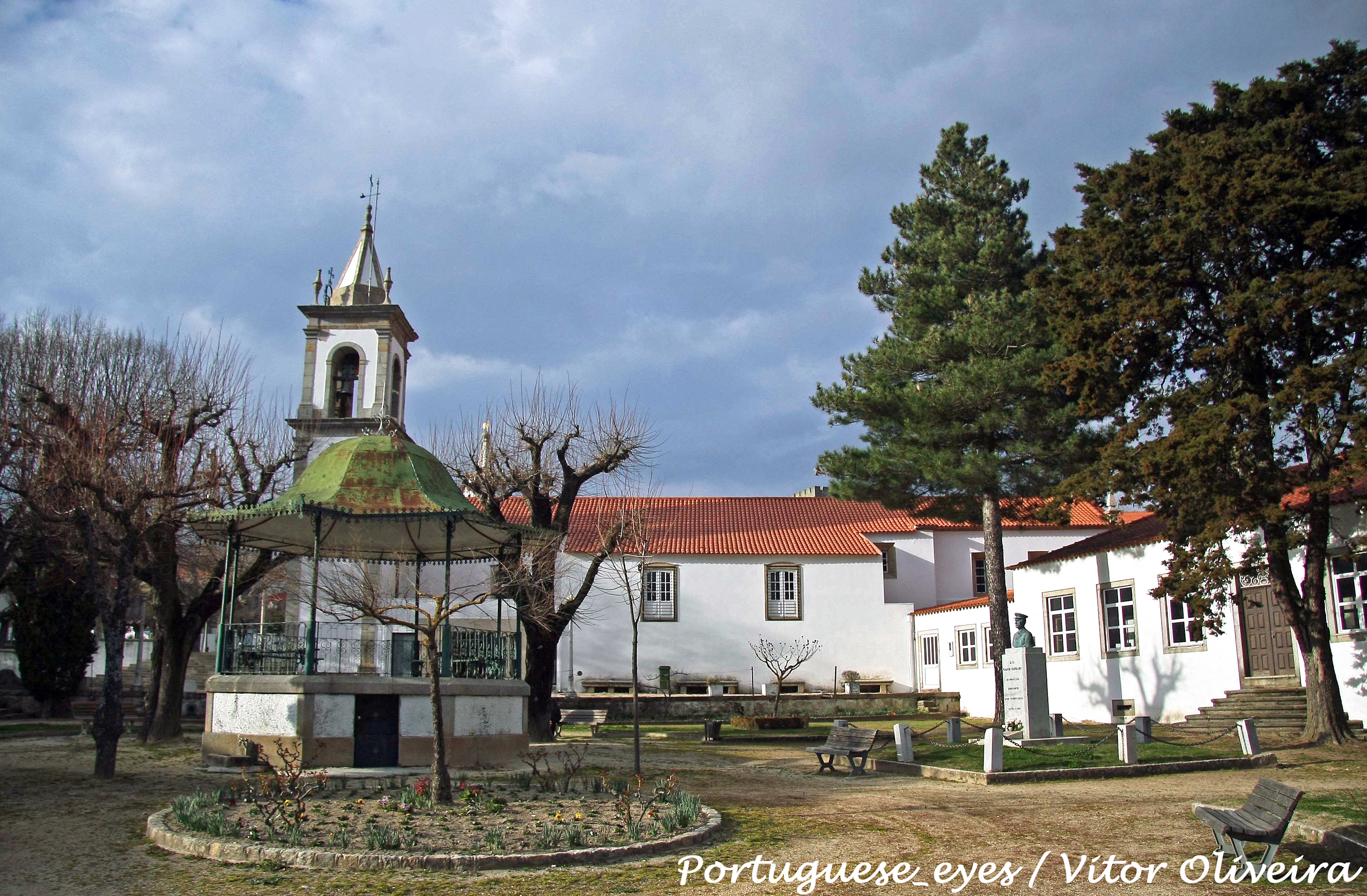
Jardim 5 de Outubro
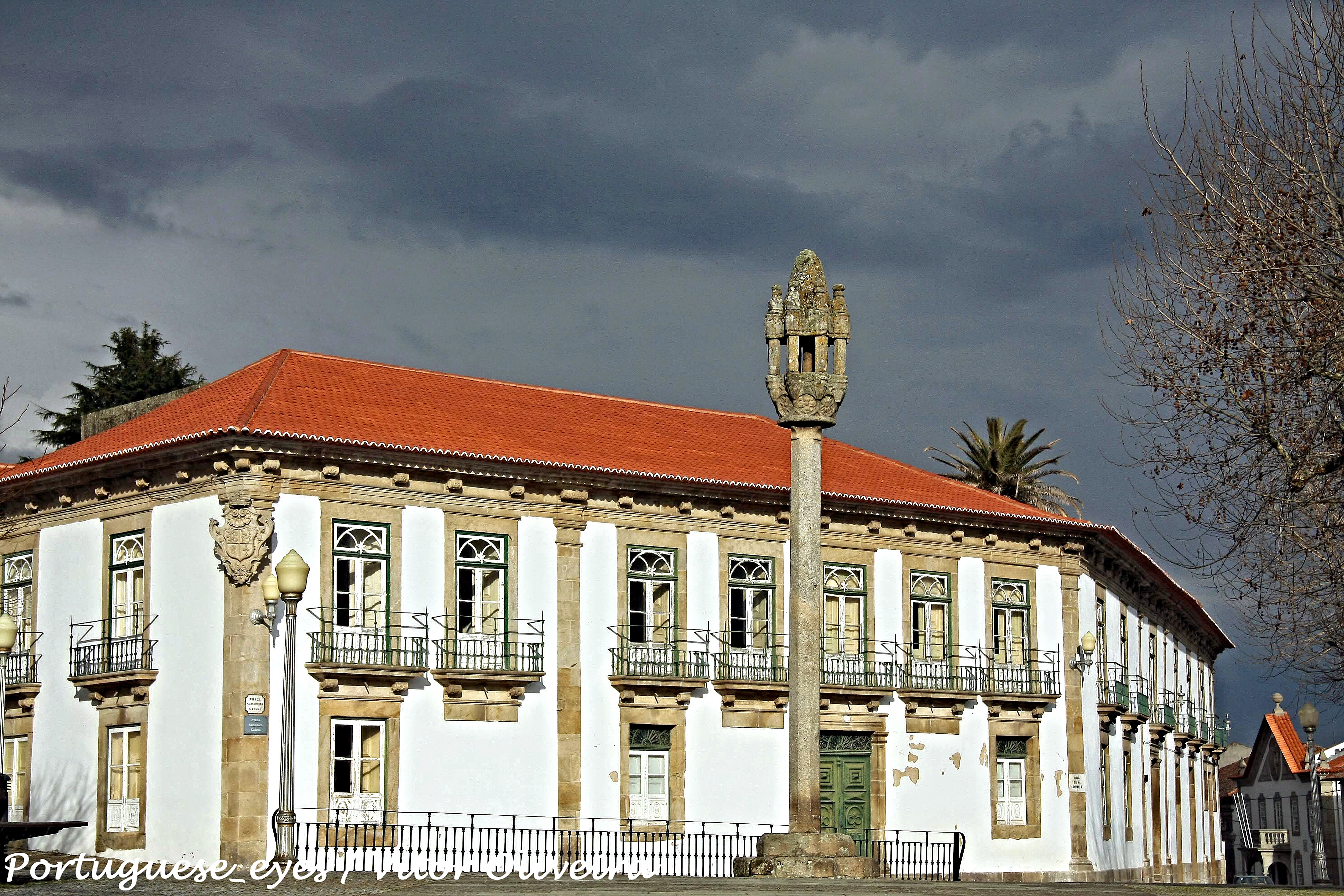
Casa Grande
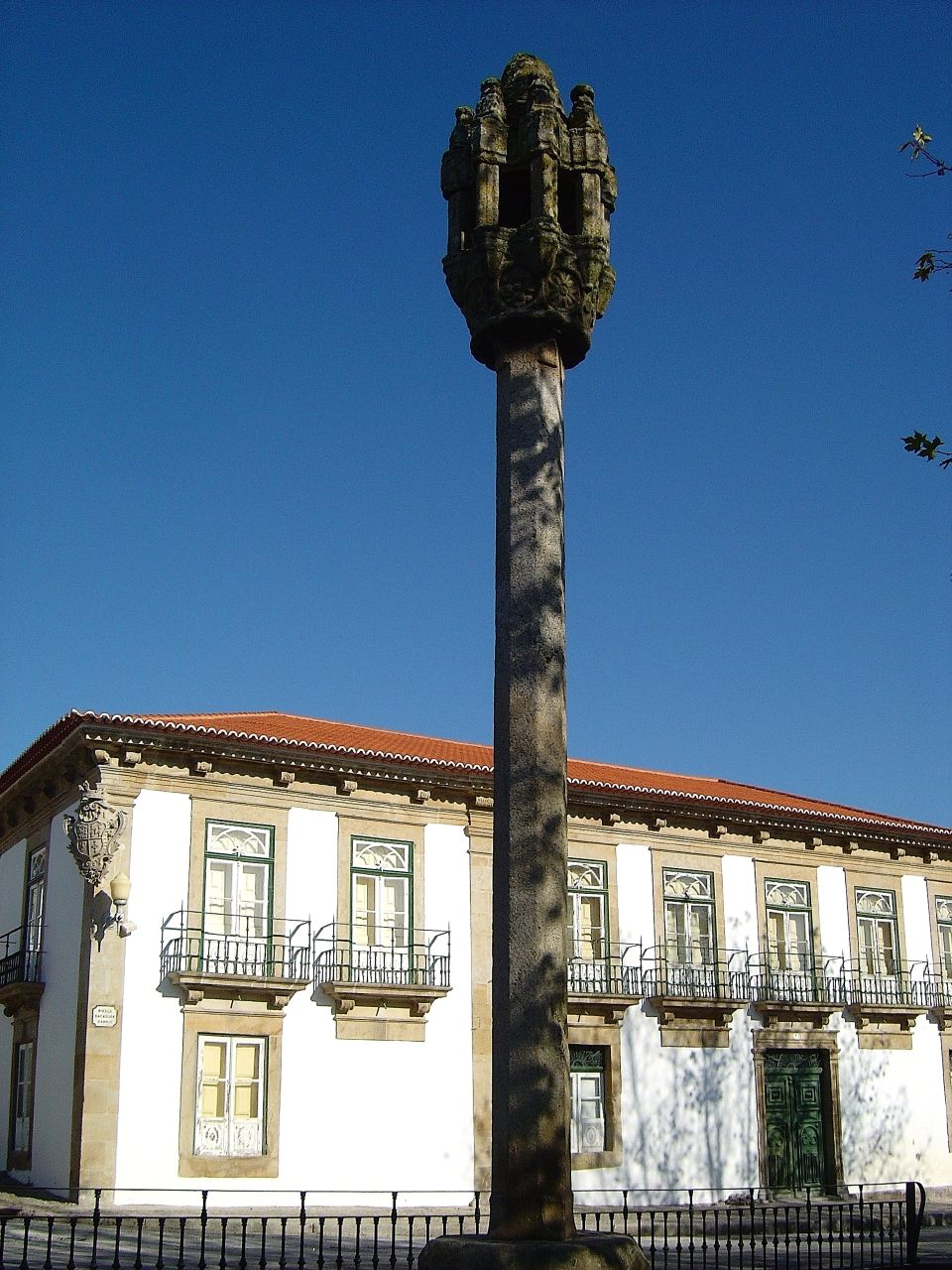
Pelourinho de Pinhel